# 呂鴻賓 (工聯會)
呂鴻賓，香港建制派工聯會政治人物，曾經於2015年及2019年香港區議會選舉挑戰民主黨前立法會議員甘乃威，但均告失敗。

## 從政生涯
呂鴻賓曾任中西區各界協會副秘書長、中西區各界慶祝中華人民共和國成立64周年籌備委員，亦曾參與反佔中活動。

### 2015年香港區議會選舉
於2015年香港區議會選舉，呂鴻賓隱藏自己親建制派背景，報稱獨立出選上環，挑戰現任區議員甘乃威，但甘乃威以92票之差撃敗呂鴻賓。

### 2016年香港立法會選舉
於15年區選過後，呂鴻賓暴露了自己作為工聯會成員的身份，並加入了2016年香港立法會選舉工聯會港島區參選名單內，位列第四。

### 2019年香港區議會選舉
於2015年香港區議會選舉，呂鴻賓以工聯會名義，再次挑戰甘乃威，票差由92票增加至881票，呂鴻賓再次落敗。

### 成立議會監察，不提證據指控台灣民進黨
及後，呂鴻賓連同多名於是次選舉在中西區選區落敗之建制派人士，合組議會監察。呂鴻賓聲稱，民主派喜歡擔心到台灣考察，不提證據聲稱台灣民進黨牽涉多宗標案，指控香港民主派會和他們一樣。

### 2020年香港立法會選舉
呂鴻賓加入了2020年香港立法會選舉工聯會港島區參選名單內，位列第三。

## 資料來源
1. ↑  .   [2020-07-24]. （原始内容存档于2020-07-25）.
2. ↑  莊恭南. .   [2020-07-24]. （原始内容存档于2019-12-27）.
3. ↑  八十後浪. .   [2020-07-24]. （原始内容存档于2020-07-25）.
4. ↑  .   [2020-07-24]. （原始内容存档于2020-09-19）.
5. ↑  余錦賢. .   [2020-07-24]. （原始内容存档于2020-07-24）.
6. ↑  .   [2020-07-24]. （原始内容存档于2020-07-25）.
7. ↑  .   [2020-07-24]. （原始内容存档于2020-07-25）.
8. ↑  .   [2020-07-24]. （原始内容存档于2020-07-23）.